# Dębowiec (powiat zamojski)
Dębowiec – wieś w Polsce położona w województwie lubelskim, w powiecie zamojskim, w gminie Skierbieszów.
W latach 1954–1972 wieś należała i była siedzibą władz gromady Dębowiec. W latach 1975–1998 miejscowość należała administracyjnie do ówczesnego województwa zamojskiego.
Na zachodnich obrzeżach Dębowca znajduje się najwyżej położone wzniesienie na Działach Grabowieckich i całej Wyżynie Lubelskiej (317,7 m n.p.m.).
Wieś stanowi sołectwo gminy Skierbieszów.
Wierni Kościoła rzymskokatolickiego należą do parafii Niepokalanego Serca Najświętszej Maryi Panny w Łaziskach.
Historia
Pod koniec XIX wieku Dębowiec stanowił wieś z folwarkiem w gminie Stary Zamość w parafii Skierbieszów. Podług spisu z roku 1827 we wsi znajdowało się 56 domów zamieszkałych przez 280 mieszkańców. Nota słownika podkreśla położenie wsi na wyniosłości 958 stóp nad poziom morza.